# Nana Banana
Nana Banana — сингл ізраїльської співачки Нетти Барзілай і випущений 10 травня 2019 року. Із цим синглом Нетта виступить на фіналі Євробачення-2019.

## Фон
Пісню написали Натан Гошен, Нетта Барзілай і Став Бегер.